# Weihwasserbecken (Leignes-sur-Fontaine)

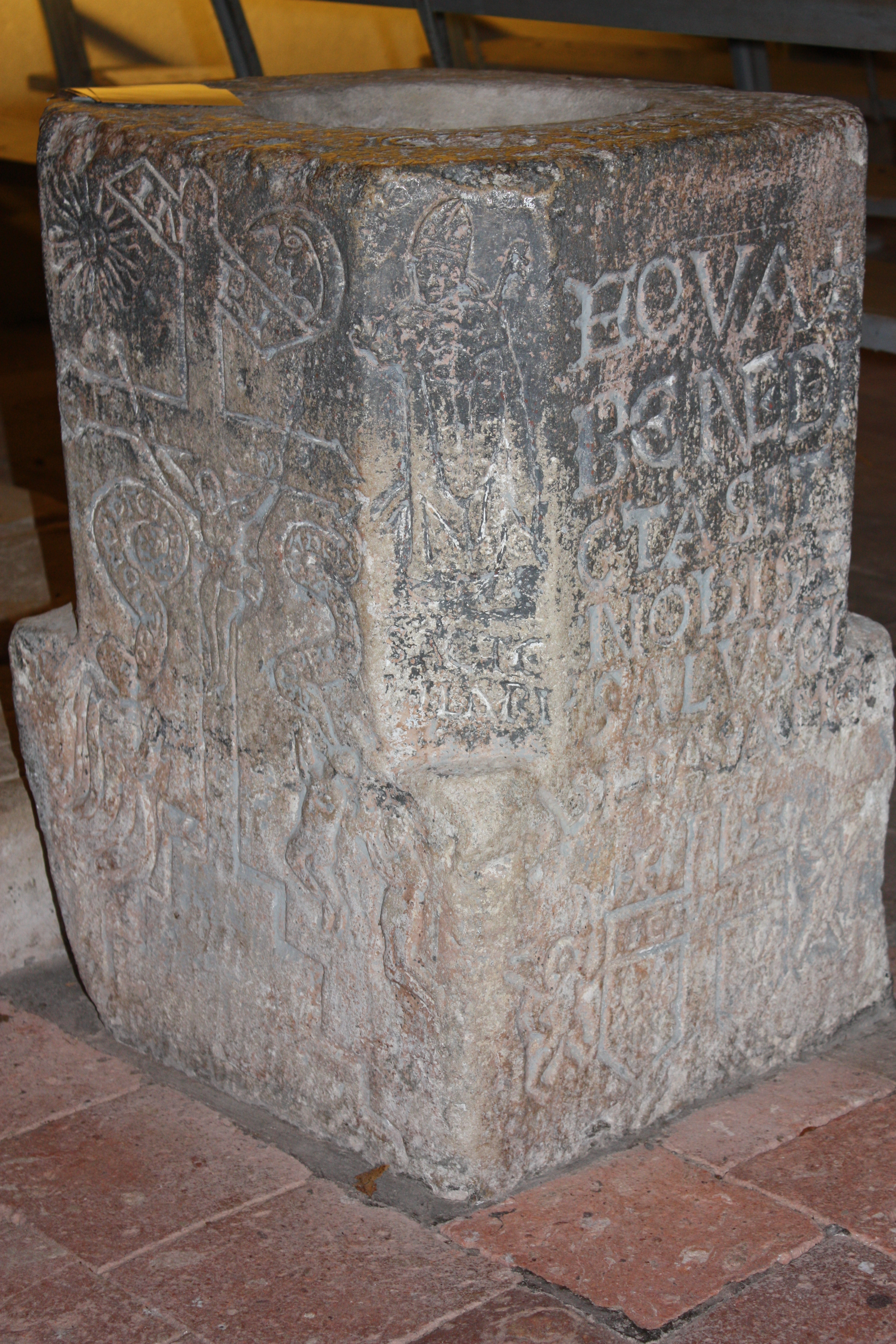
Weihwasserbecken in Leignes-sur-Fontaine

Das Weihwasserbecken in der katholischen Kirche St-Hilaire in Leignes-sur-Fontaine, einer französischen Gemeinde im Département Vienne in der Region Nouvelle-Aquitaine, wurde 1613 geschaffen, wie die Inschrift besagt. Im Jahr 1957 wurde das Weihwasserbecken als Monument historique in die Liste der geschützten Objekte (Base Palissy) in Frankreich aufgenommen.
Das quadratische Weihwasserbecken mit abgeschrägten Ecken ist aus einem Steinblock geschaffen. An einer Außenseite ist eine Kreuzigungsszene eingeritzt und die Seite daneben ist mit einer Inschrift ausgefüllt.